# Chiesa del Purgatorio (Castellammare del Golfo)
La Chiesa delle Anime Sante del Purgatorio comunemente chiamata Chiesa del Purgatorio (Chiesa di lu priatoru in siciliano) o Chiesa di Santa Lucia, è una chiesa cattolica ubicata nel centro storico di Castellammare del Golfo, in provincia di Trapani.
Ebbe la funzione di Chiesa Madre dal 1726 al 1736, quando la medesima era stata demolita per essere ampliata.
In questa chiesa dal 1741 risiede la Congregazione fra i marinai intitolata a Maria Santissima del Paradiso, che usufruiva della cripta sottostante la chiesa.

## Storia
Nel XIV secolo al di fuori della cinta muraria che si estendeva fino al Ponte della Porta, sarebbe sorto a Castellammare un cimitero nei pressi dell'attuale Chiesa delle Anime Sante del Purgatorio. All'interno del cimitero dove oggi sorge la chiesa vi era una piccola cappella, anch'essa dedicata alle Anime del purgatorio, circondata da varie sepolture. Il viale di entrata del cimitero corrispondeva con l'attuale Via Purgatorio. Con il continuo espandersi della città si dovette spostare tale cimitero e al di sopra della piccola cappella sarebbe sorta l'attuale chiesa.

### La chiesa attuale

foto antica della Chiesa vista da via Purgatorio

La costruzione della chiesa va legata all’espansione dell’abitato di Castellammare all’esterno delle mura avvenuta all’inizio del 1600. Nacque allora il Burgo con nuove abitazioni. Infatti nei riveli del 1636 mastro Vito La Sala dichiarava che la propria bottega di scarpe confinava con la Chiesa del Purgatorio, ma nella visita del cardinale Spinola del 1639, non viene citata. Un'altra testimonianza riguarda un atto di morte del 22 maggio 1676:
La chiesa fu costruita ad ovest della piazza antistante il fondaco (chianu di lu funnacu in siciliano). Nella stessa piazza si trovavano numerose fosse granarie ed una grande fontana di acqua potabile. Vi si stabilirono anche le strutture di servizio (ricevitore del caricatore, ufficio del notaio ed ambulatorio medico, forno, botteghe del fabbro e del venditore di scarpe), a disposizione dei residenti, dei funzionari e degli operatori del caricatore, ma anche dei forestieri (bordonari che portavano il frumento, commercianti e sensali, proprietari e gabelloti delle terre, padroni dei vascelli). Di questa grande piazza si hanno notizie fino agli inizi del 1800, successivamente vi furono costruite delle abitazioni che la deturparono.
Per dieci anni, dal 1726 al 1736 la chiesa funzionò come Madrice poiché la Chiesa Madre era stata demolita per essere ampliata.
Alla fine del XX secolo la Chiesa era strutturalmente in condizioni pessime e venne dichiarata inagibile. Rimarrà chiusa al culto per diversi decenni e la statua di Santa Lucia verrà provvisoriamente collocata nella Chiesa Madre. Nel 2019, dopo diverse sollecitazioni, iniziarono i lavori di restauro che terminarono l'anno successivo. Il 12 settembre 2020 venne inaugurata alla presenza del vescovo di Trapani, Pietro Maria Fragnelli. Mentre sarà definitivamente consegnata alla congregazione e riaperta al culto il 19 ottobre 2020.

### La Congregazione e la cripta

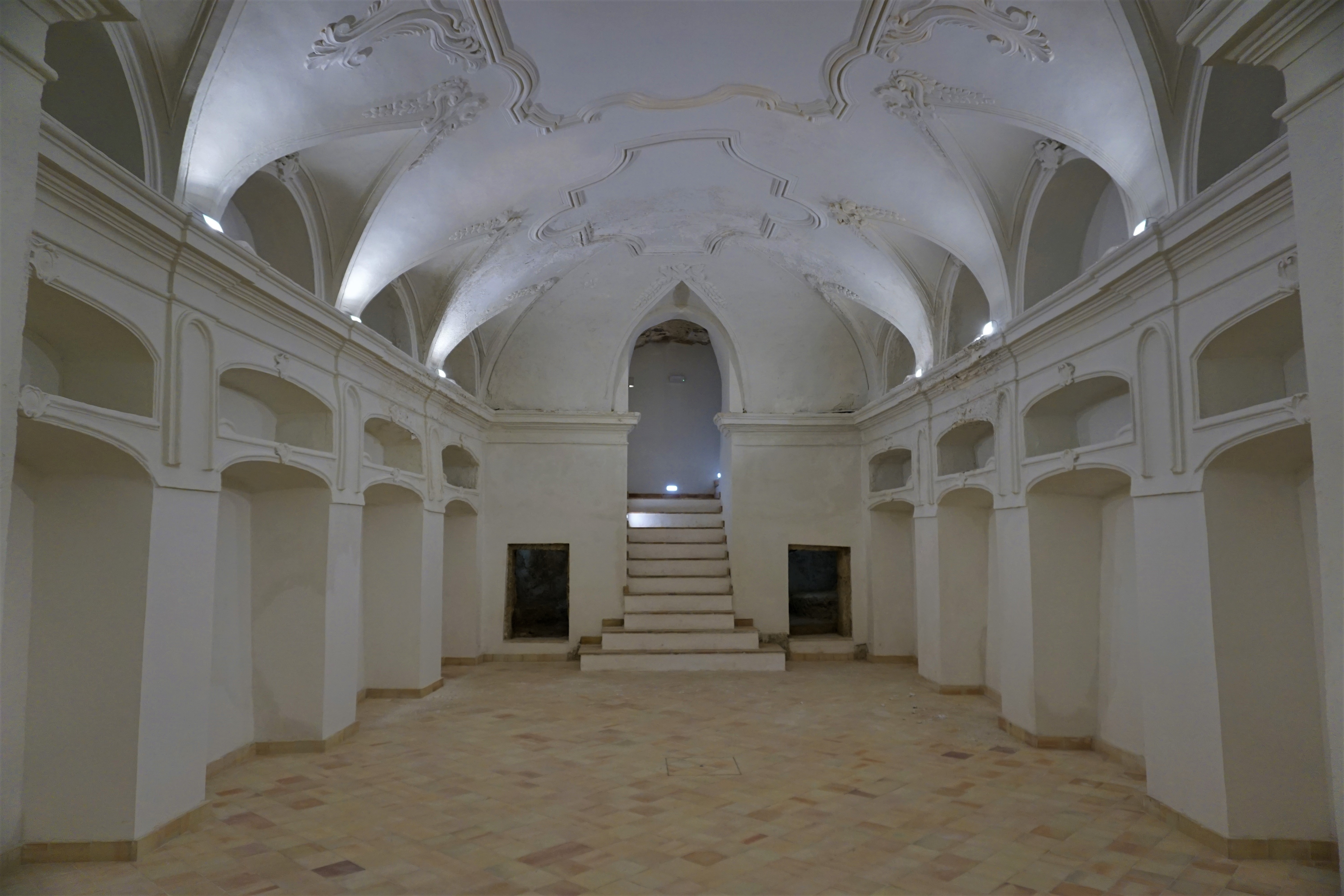
la cripta e le entrate dei colatoi

Nel 1741 presso la Chiesa del Purgatorio fu istituita la Congregazione di Maria Santissima Regina del Paradiso, composta da marinai e retta da un superiore e due assistenti. Il 31 marzo 1741, con espresso consenso e per volontà del Barone Baldassare Naselli, venne eletto cappellano della congregazione il Sacerdote Giuseppe Carollo, già cappellano della chiesa. Nella chiesa esisteva già una congregazione intitolata alle Anime Sante del Purgatorio con gli statuti approvati dall’ordinario diocesano.
Il sacerdote Carollo, per grande devozione alla Congregazione ed alle Anime del Purgatorio si impegnò, a proprie spese, di far costruire i due pilastri dell'arco trionfale, rivestiti in marmo rosso estratto dal Monte Inici, tipico delle chiese di Castellammare.
La Congregazione di Maria Santissima del Paradiso nel 1753 stilò i propri capitoli che prevedevano la costruzione di una cripta, destinata ad ospitare le tombe dei congregati. Tale proposta fu approvata dal vescovo di Mazara del Vallo, Monsignor Giuseppe Stella, il 13 luglio 1753. Il successivo 17 luglio il cappellano Sac. Carollo concesse alla congregazione, rappresentata dal superiore Giovan Battista Romano e da Bartolomeo Asaro e Vito Plaia suoi assistenti, di poter costruire una sepoltura in un vano (cripta) da realizzarsi sotto il pavimento della chiesa.
Nell’accordo stabilito nel 1753 il cappellano consentiva alla congregazione di seppellire nella cripta i propri associati ed i loro parenti e dava l’autorizzazione a riunire i propri membri nella chiesa e celebrarvi, a porte aperte, le cerimonie religiose. Era, anche, previsto che la congregazione versasse annualmente alla chiesa una somma di denaro per le concessioni di cui godeva. In occasione della visite pastorali erano i superiori della Congregazione che accoglievano il vescovo.
Al di sotto della stessa cripta venne aperto un altro spazio, destinato anch'esso alle sepolture. Il progetto di costruzione che costò 78 onze, venne affidato al muratore trapanese Giovanni Pisano. In seguito alla legislazione sui cimiteri dell’inizio del 1800, la congregazione non ha potuto più usufruire della sepoltura sotto la chiesa. Ha costruito nel 1854 una grande sepoltura nel cimitero comunale, comunemente chiamata fossa marinara, su autorizzazione del re Ferdinando II di Borbone del 1836.
Nel 1956 l'Arciprete Romano fece deporre tutti i corpi e i vari resti umani all' interno della seconda cripta, dove ancora oggi si trovano, e venne definitivamente murata. Inoltre dalla cripta tramite un passaggio sotterraneo, che attraversa il centro storico di Castellammare, era possibile raggiungere Palazzo Crociferi.

## Devozione a santa Lucia

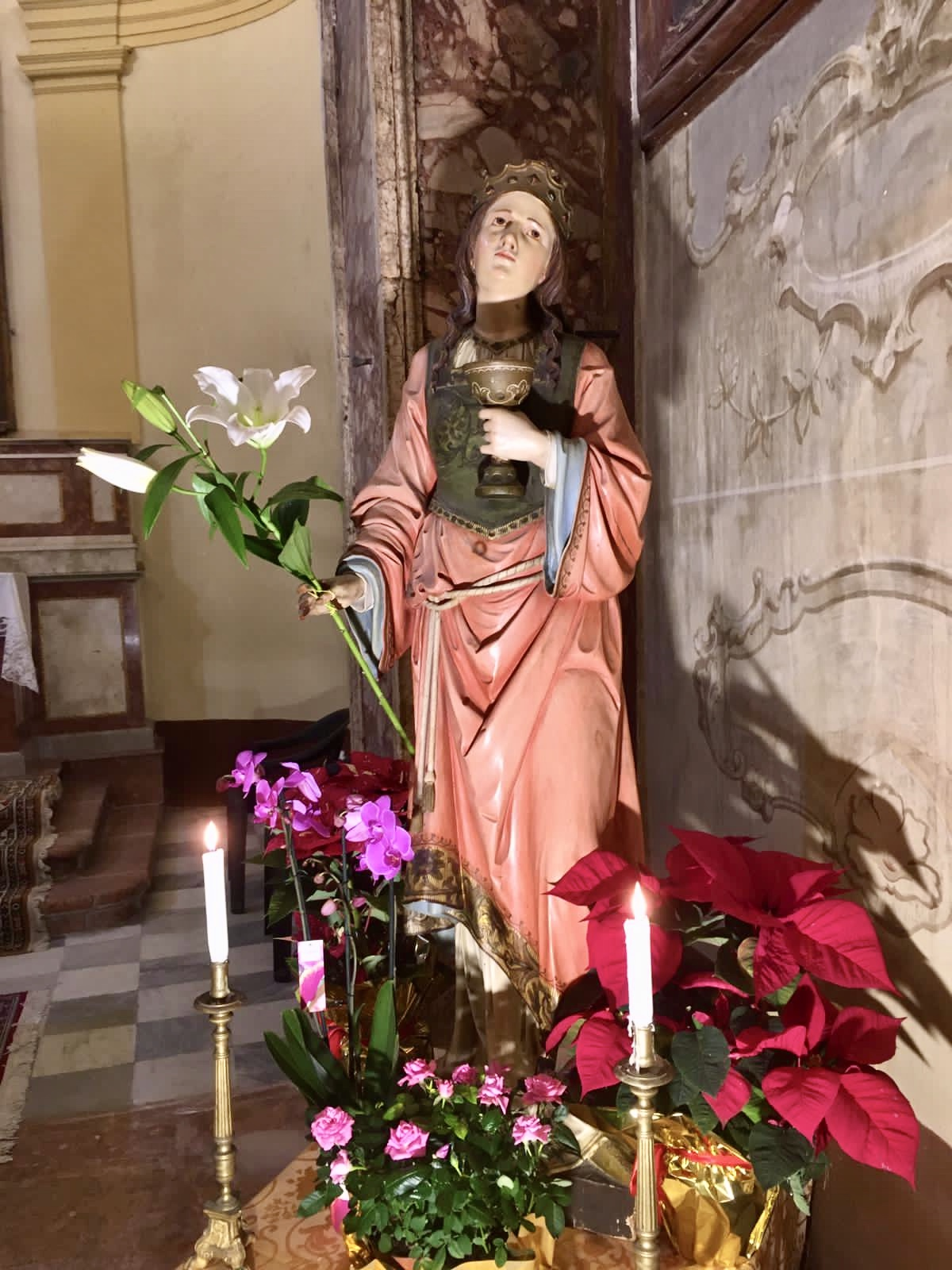
simulacro di Santa Lucia durante le celebrazioni del 2020, nella Chiesa del Purgatorio

Il culto a Santa Lucia è uno dei più antichi e sentiti a Castellammare del Golfo. Nella seicentesca Chiesa del Purgatorio, appunto chiamata di Santa Lucia per la profonda devozione verso la martire siracusana, è dedicato un altare alla santa con una statua lignea. Ogni anno, il 13 dicembre, fino alla fine degli anni 50 del XX secolo veniva portata in processione per le vie della città, la statua di Santa Lucia. In seguito alla chiusura, per le precarie condizioni della Chiesa, la processione venne abolita e la statua fu trasferita in Chiesa Madre, dove negli anni a seguire venivano svolte le celebrazioni in suo onore. Nel 2014 per interessamento dell'allora arciprete Fabiano Castiglione è stata riproposta la tradizionale processione, organizzata facendo uscire il simulacro di Santa Lucia il primo anno dalla Chiesa di Sant'Antonino e successivamente dalla Chiesa Madre in quanto la Chiesa del Purgatorio era ancora chiusa al pubblico. Oggi, grazie ai lavori di restauro del 2020, la statua di Santa Lucia è stata ricollocata nella sua chiesa di origine dove viene festeggiata solennemente.
Oltre alla processione, la devozione verso questa Santa è stata sempre caratterizzata dalla preparazione di pietanze tipiche come la cuccìa (frumento cotto) che viene pulita e preparata la notte prima, per essere mangiata il 13 dicembre per devozione alla santa. Questa cuccìa viene condita tradizionalmente con vino cotto, latte o miele. Recentemente è nata una variante con la crema, condita con gocce di cioccolato, zuccata o zuccherini colorati. È tradizione il giorno di Santa Lucia non mangiare farinacei, infatti la pasta in questo giorno viene sostituita dal riso.
Oltre alla cuccìa, vengono preparati ceci cotti, fave bollite e altri legumi che durante la giornata sostituiscono il pane.
Tuttora questa tradizione è molto sentita a Castellammare e ad essa si sono aggiunte le tipiche arancine siciliane, che i bar e le pasticcerie locali preparano in grande abbondanza e con particolari gusti nel giorno dedicato alla martire siracusana.

## Descrizione

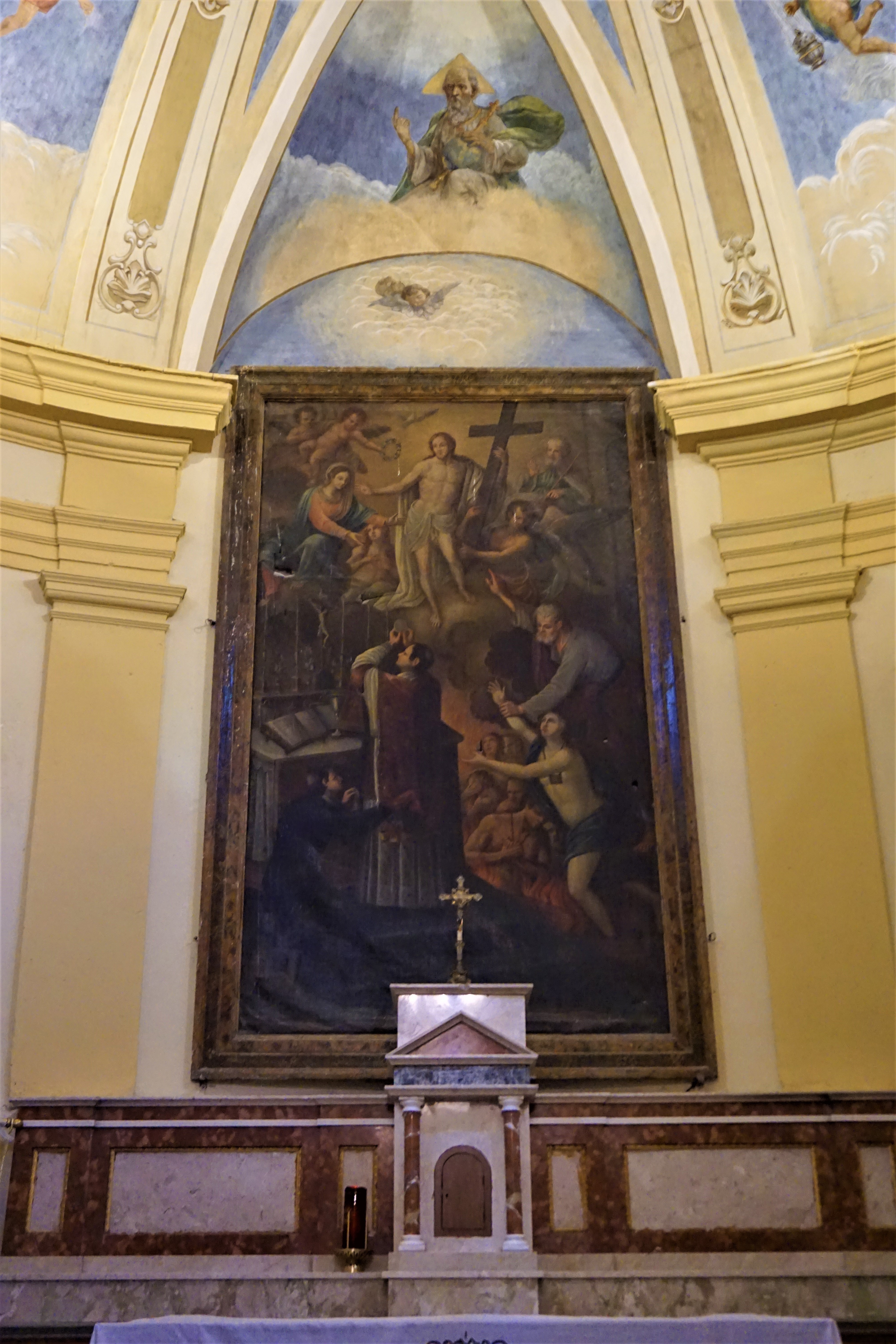
l'antica tela sull'altare maggiore

La Chiesa delle Anime Sante del Purgatorio sorge nel centralissimo Corso Garibaldi tra i Quattro Canti e il Ponte della Porta. Si affaccia sul Corso dove è presente il portone d'ingresso e la porta di accesso alla sacrestia. La sua facciata è rivolta verso est ed è affiancata da abitazioni private. Di fronte al portone principale si apre una piccola stradina chiamata Via Purgatorio che conduce alla Via Nunzio Nasi.
La chiesa venne costruita sopra una roccia di natura tufacea e misura 17 metri in lunghezza e 6 metri in larghezza.
La chiesa del Purgatorio, detta nei documenti più antichi Ecclesia Animarum Sancti Purgatorii è intitolata alle anime purganti e successivamente al titolo originale della chiesa fu aggiunto il titolo sub auspicium Sancti Joseph e dunque San Giuseppe diventò contitolare della chiesa. Questa intitolazione è piuttosto rara, infatti si hanno pochi esempi in Sicilia di questo tipo.
La chiesa assunse l'aspetto attuale nella seconda metà del settecento dove venne arricchita da decorazioni, dipinti, tele e furono costruiti gli altari.

### Esterno
La facciata di tipico stile neoclassico presenta un portone centrale coronato da un frontone circolare con nel timpano l'incisione MISEREMINI MEI SALTEM VOS AMICI MEI (abbiate pietà di me almeno voi amici miei) tratta dal libro di Giobbe. Le parole che Giobbe utilizza, sono rivolte a tre suoi amici e in questo caso sono state riportate e riadattate alle anime purganti che si rivolgono ai propri cari e amici ancora in vita, affinché preghino Dio che faccia loro lasciare al più presto le pene del Purgatorio e andare in Paradiso.
Al di sopra del portone vi si trova una cornice vuota dove un tempo vi era collocato un prezioso dipinto raffigurante le anime del Purgatorio, oggi andato perduto a causa delle intemperie. Al di sopra della cornice si apre una grande vetrata circolare, anch'essa edicolata.
I tre elementi portone, cornice e vetrata sono affiancati da due paraste per lato, coronate da capitelli dorici, che poggiano sul cornicione e suddividono verticalmente la facciata. Al di sopra del cornicione è presente un campanile a vela formato da tre arcate, di cui quella centrale più ampia, dove si affacciano tre campane sormontate dal cornicione con in sommità una croce in ferro. La conclusione è centrale con un complesso campanario trilobato, originariamente era presente un inferriata in ferro battuto.

### Interno

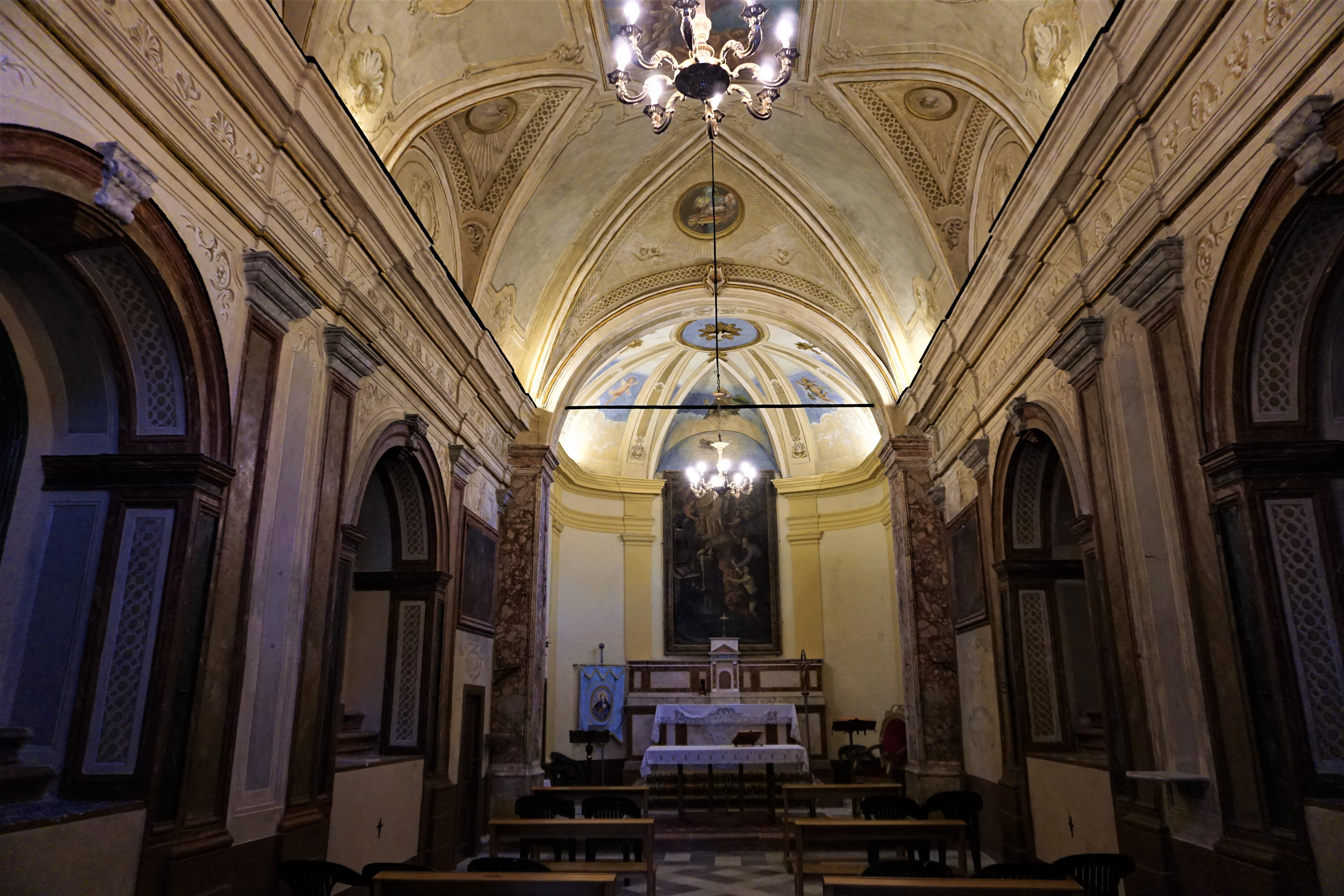
l'interno

L’interno a navata unica è coperto da una volta a botte, adornata da un riquadro centrale e da medaglioni con dipinti. Un ampio arco trionfale sostenuto da pilastri rivestiti in marmo rosso divide il coro dalla navata, mentre numerose lesene ritmano il succedersi degli archi e delle sovrastanti vele. Le vele contornavano in origine delle aperture laterali che davano luce all’interno tramite delle finestre, adesso chiuse per la sopraelevazione dei palazzi vicini. Rosso marmo locale decora i pilastri, le lesene e le arcate che accolgono gli altari laterali.
A separare il coro dalla navata era una balaustra con colonnine lignee, rimosse in seguito ai lavori di restauro del 2019. Anche le lesene dell'abside in marmo rosso in seguito ai lavori sono state private del marmo e adesso risultano in muratura.

#### La volta

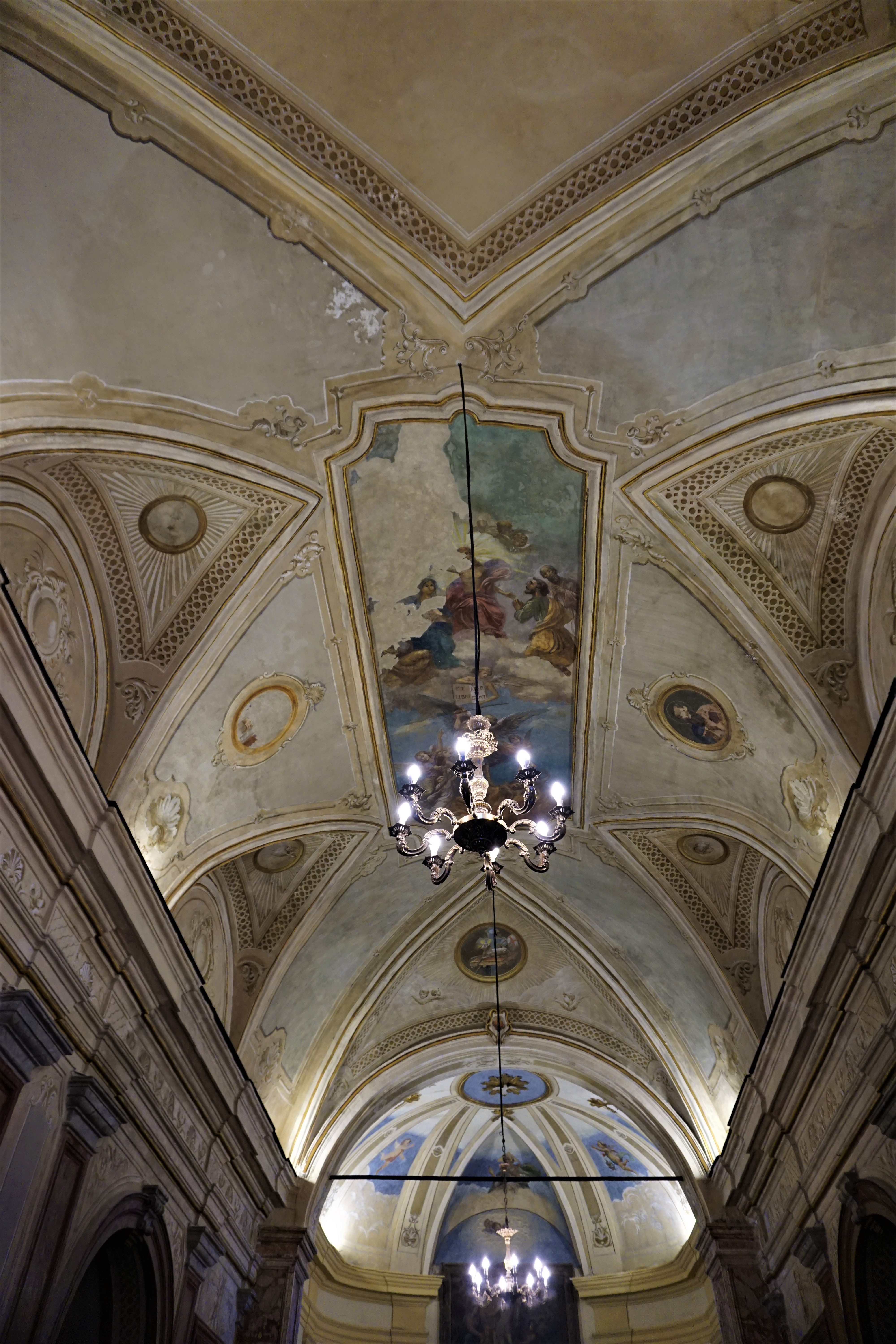
la volta vista dall'entrata

L'affresco centrale rappresenta La liberazione delle Anime del Purgatorio per opera del Cristo Risorto. Nella parte inferiore del riquadro centrale è raffigurato l'arcangelo Michele che con la mano sinistra si protegge con uno scudo dove vi è l'incisione quis ut deus, mentre con la mano destra impugna una spada volta a cacciare via alcune anime del Purgatorio avvolte dalle fiamme che si trovano ai suoi piedi. Alla destra dell'arcangelo è presente un angelo che aiuta alcune anime ad uscire dal fiamme del Purgatorio. Nella parte superiore del riquadro è rappresentato il Cristo trionfante con accanto seduta, alla sua sinistra, la Vergine Maria mentre a destra viene raffigurato San Giuseppe in ginocchio con le mani congiunte che prega per le anime purganti. Questa scena si rifà al titolo della chiesa, che vede San Giuseppe come tramite per il raggiungimento del Paradiso. Tra le due scene è presente un angelo con lo sguardo rivolto verso il basso che regge in mano un libro dove si legge: ET LIBRI APERTI SUNT (i libri sono stati aperti).
I due medaglioni laterali raffigurano i Santi Pietro e Paolo, mentre il medaglione al di sopra dell'arco trionfale raffigura l'Agnello Pasquale.
La conchiglia sopra l'abside è decorata da una vela più grande dove viene raffigurato Dio, mentre nelle due vele più piccole sono raffigurati degli angeli. Al centro della conchiglia è presente una colomba in stucco modellato che rappresenta lo Spirito Santo.

#### Gli altari e le tele
All'interno della chiesa sono presenti 5 altari. Sugli altari laterali sono presenti delle tele raffiguranti le Anime Purganti, San Giovanni Nepomuceno, Santa Margherita da Cortona, i Santi Quattro Coronati e la statua lignea di Santa Lucia. Gli altari composti da arcate chiusi da chiavi di volta sono decorati con pregiati marmi locali.

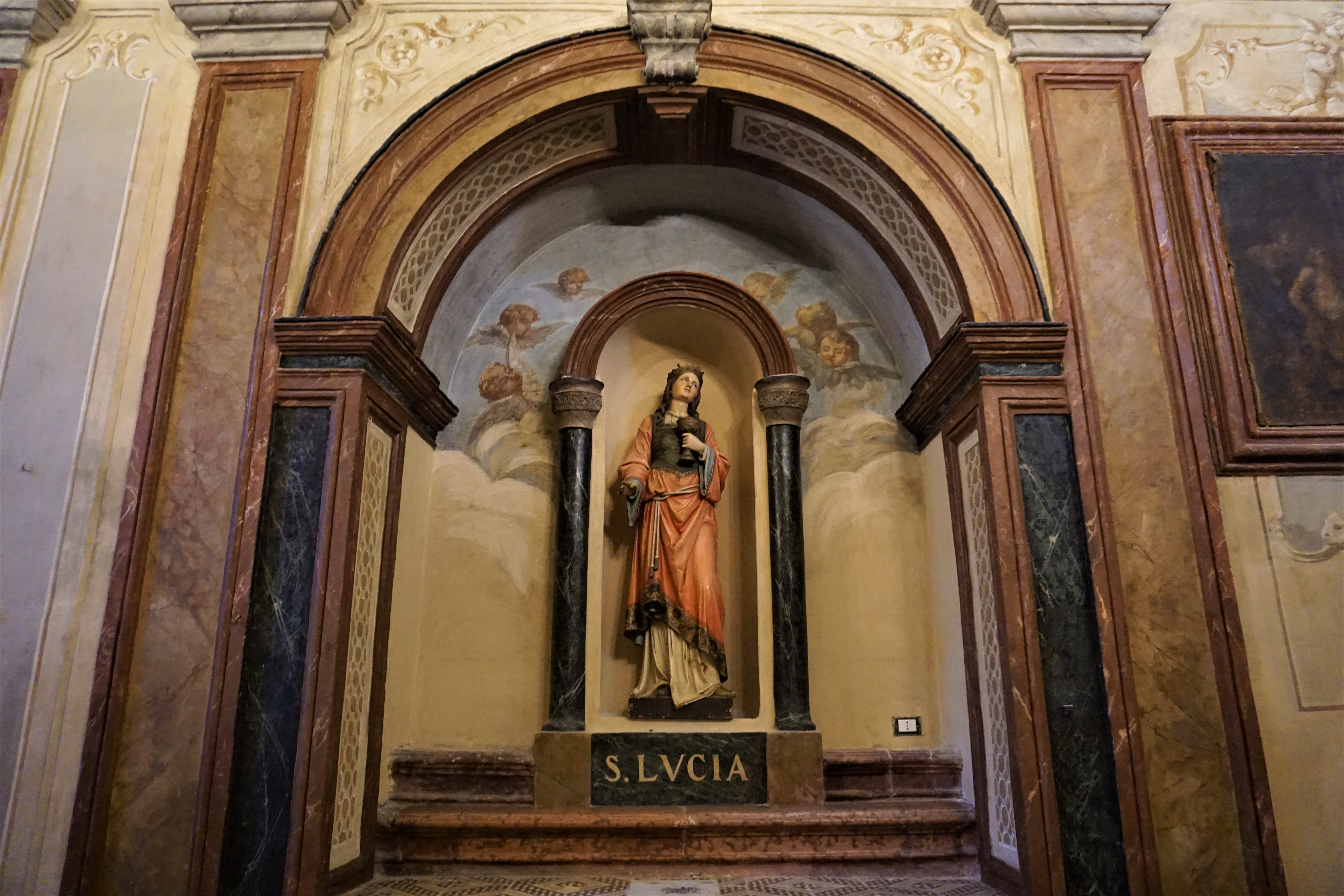
l'altare di Santa Lucia

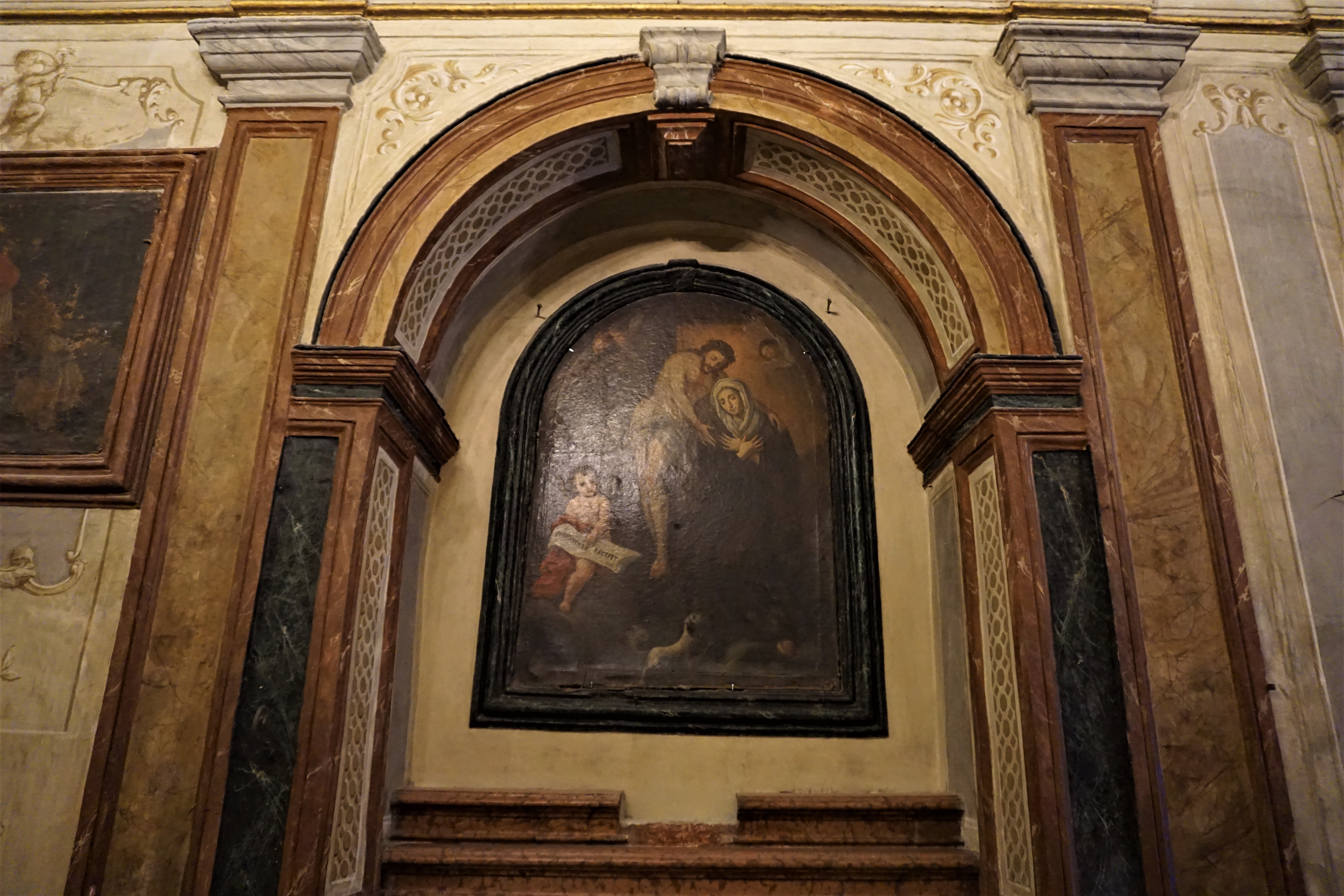
la tela raffigurante Santa Margherita da Cortona

- l'altare maggiore, dedicato alle Anime del Purgatorio sotto l'aiuto di San Giuseppe, è in marmo e fu costruito nel 1961 per volere e a spese di Monsignor Salvatore Antonino Romano. È presente una grande tela, risalente al XVII secolo, che richiama il titolo della chiesa. In primo piano è raffigurato un sacerdote che celebra l'Eucaristia ed è riprodotto nel momento in cui innalza l'ostia. A destra in basso, delle anime purganti in sembianze umane sono avvolte dalle fiamme, mentre una di esse viene presa per mano e salvata da San Giuseppe che indica con la mano destra la Santissima Trinità raffigurata nella tradizionale iconografia del Padre vecchio e con la barba bianca, mentre Gesù Cristo in piedi regge con la mano destra la croce, segno della redenzione e della misericordia, mentre più in alto lo Spirito Santo è raffigurato sotto la tradizionale forma di colomba bianca e, sempre in alto a sinistra è raffigurata la Vergine Maria con alle spalle alcuni angeli.

- l'altare dei Santi Quattro Coronati è il primo altare che si trova entrando sulla sinistra. È presente una tela risalente al XVIII secolo raffigurante i quattro Santi Coronati distaccati dallo sfondo oscuro con un lieve chiarore. Nella parte alta della tela è rappresentata la Vergine Maria con in braccio il bambin Gesù circondati da alcuni angeli.

- l'altare di Santa Lucia è il secondo altare entrando da sinistra. Un tempo in questo altare, fino al 1922, era collocata una tela del XVIII secolo raffigurante la martire che con la mano sinistra regge la palma simbolo del martiro su uno sfondo di un paesaggio. Dal 1922 la tela fu sostituita da una statua in gesso a sua volta sostituita dalla statua lignea di Santa Lucia che tutt' oggi troviamo su questo altare. La statua è collocata all'interno di una nicchia incorniciata da due colonne in marmo verde che sorreggono un arco in marmo rosso. La tela fu spostata dall'arciprete Salvatore Antonino Romano nella Chiesa Madre dove tutt'oggi si può ammirare all'interno del Museo degli Ori della Patrona.

- l'altare di San Giovanni Nepomuceno è il primo altare che si trova entrando sulla destra. È presente una tela risalente al XVIII secolo raffigurante il martire del sigillo confessionale che in mano tiene un crocifisso e sulla stessa tela vi si nota l'iscrizione: pro sigillo confessionis.

- l'altare di Santa Margherita da Cortona è il secondo altare entrando a destra. È presente una tela risalente al XVIII secolo. In questa tela l'artista vuole dare risalto all' infinita misericordia e bontà di Gesù Cristo verso il peccatore pentito e lo rappresenta crocifisso con le mani staccate dai chiodi e protese verso la peccatrice, Santa Margherita, simbolo di perdono che l'artista ha voluto esprimere tramite un angelo, posto in basso a sinistra, che tiene in mano una pergamena con scritto: peccatores recepit.

- Tela di San Carlo Borromeo risalente al XVII secolo posta tra l'abside e l'altare di Santa Lucia. Raffigura il santo tra i malati di peste.

- Tela di Maria Santissima del Paradiso risalente al XVII secolo. Su questa tela si hanno notizie fino agli inizi del novecento, infatti viene citata nella visita pastorale di Monsignor Quattrocci del 1902. La tela era posta lateralmente all'altare maggiore e successivamente venne trafugata. Nella stessa collocazione precedentemente, era invece collocato un dipinto della Madonna di Custonaci.

- Tela di San Nicolò di Bari risalente al XVII secolo posta tra l'abside e l'altare di Santa Margherita. Raffigura il santo nelle vesti di vescovo in mezzo ai poveri.

#### La cripta

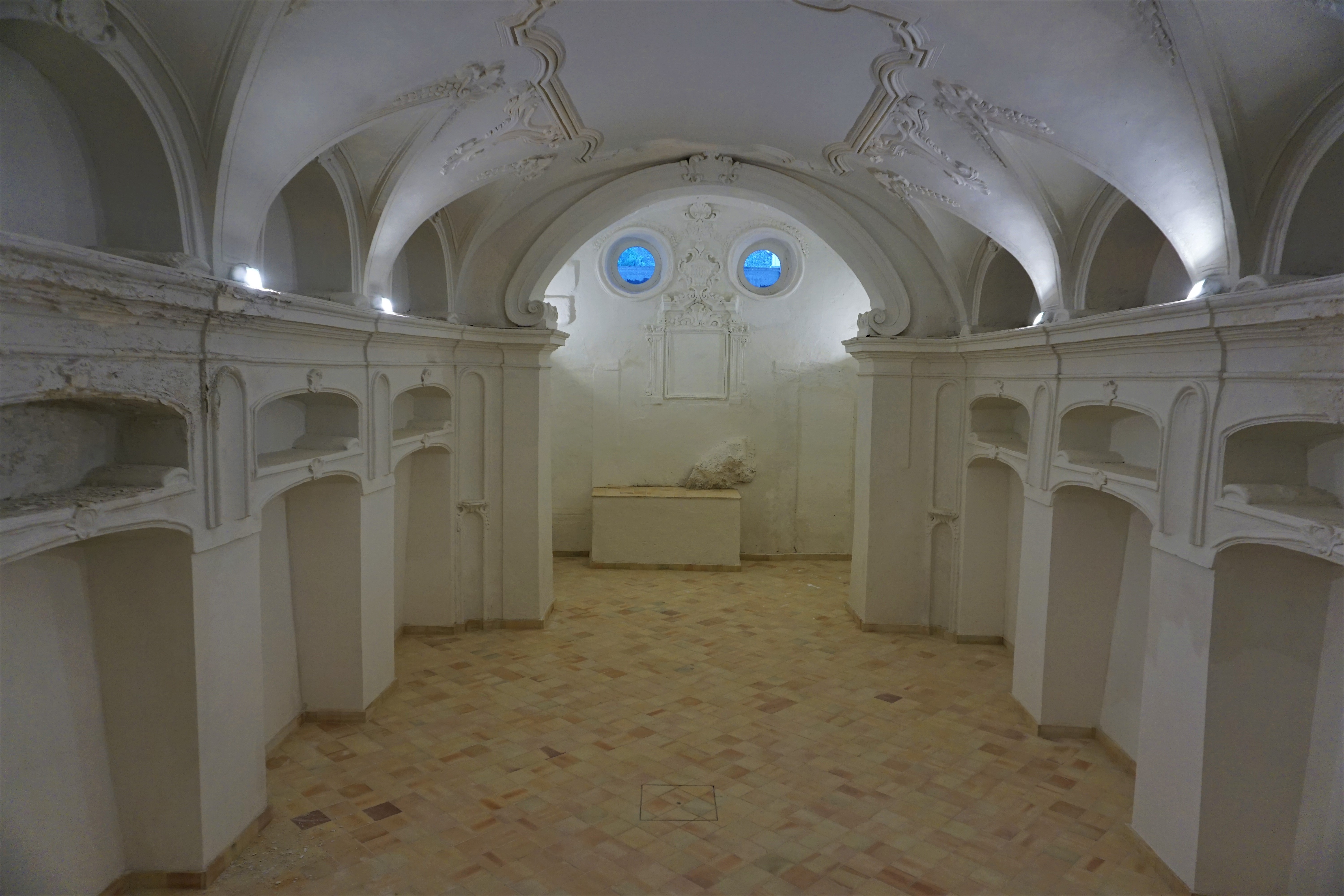
la cripta e l'altare visti dall'ingresso

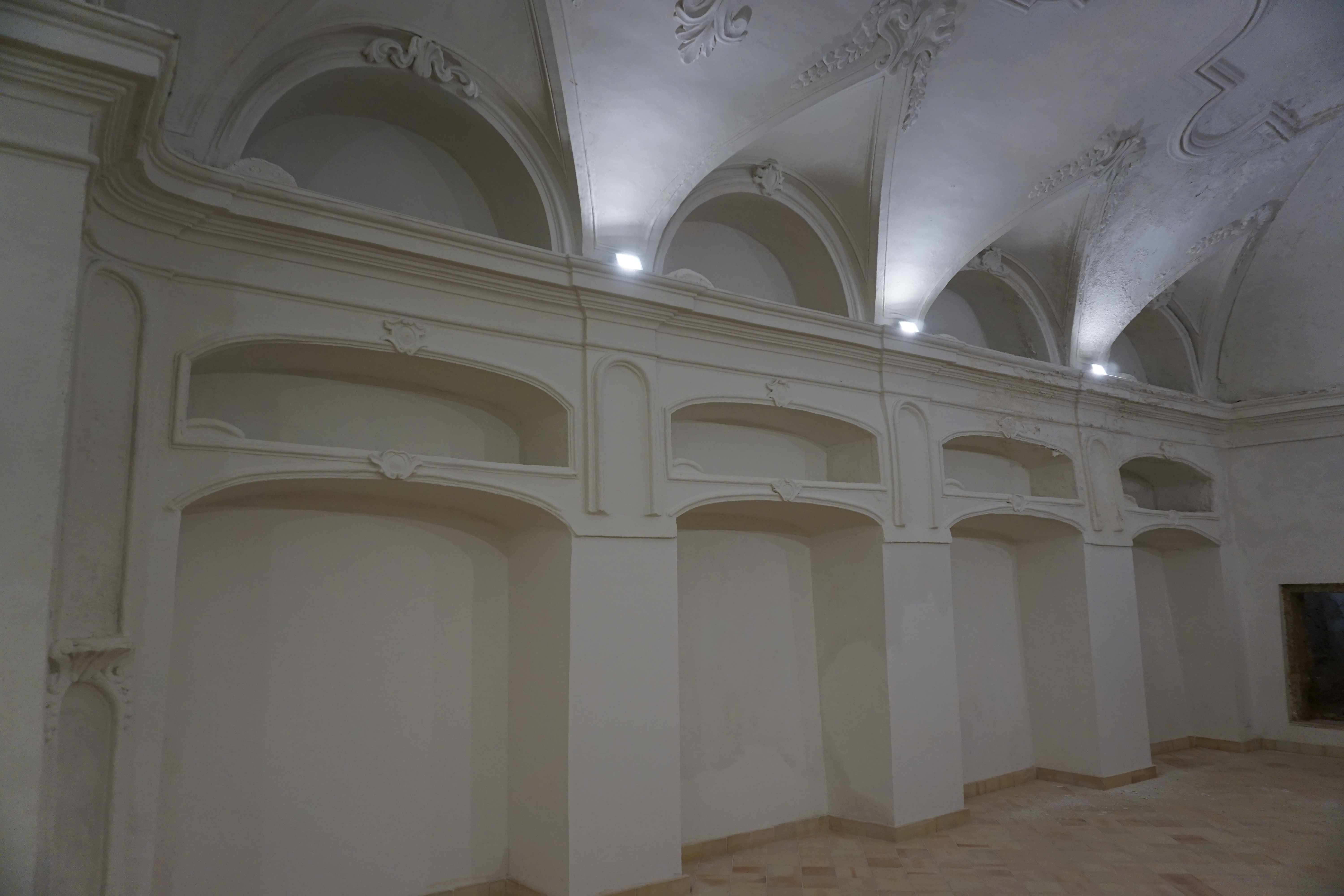
i loculi

Sottostante al pavimento della chiesa vi si trova una vecchia cripta che aveva la funzione di catacomba. Era possibile raggiungere le catacombe tramite una porta d'ingresso situata nel corridoio della sacrestia. In seguito ai lavori di restauro iniziati nel 2019 è stato possibile scoprire l'entrata originaria della cripta, situata subito sulla sinistra all' entrata della Chiesa.
Si accede quindi ad un grande ambiente, una vera e propria chiesa. A ovest un arco trionfale immette nel presbiterio e verso l’altare decorato con una cornice in rilievo su cui in passato era collocato, molto probabilmente, il quadro della Madonna del Paradiso. Da un lato dell’altare si affaccia, ancora, uno spuntone della roccia tufacea in cui l’intera cripta è stata realizzata. Due ampi oculi disposti in alto sulla parete al di sopra dell’altare danno luce all'ambiente.
È presente una grande volta decorata da tre riquadri con cornici e da vele allungate. Sulle pareti laterali si succedono al piano superiore archi disposti su un cornicione e al piano intermedio nicchie e loculi con cuscini in muratura, in cui i cadaveri dei congregati defunti venivano esposti. Al centro del pavimento si apre una botola per l’accesso ad una ulteriore cripta sepolcrale di minore dimensione. Da notare che è stata cavata la roccia per realizzare i pilastri e gli archi, che poi sono stati rivestiti con malta e stucco. Ai lati dell'entrata si aprono due cavità al cui interno sono presenti i colatoi. La modalità di sepoltura dei defunti e della loro mummificazione non era diversa da quella dei Cappuccini di Palermo. Il corpo dei defunti veniva deposto all'interno del  “colatoio”, dove gli venivano asportati gli organi interni e al loro posto venivano inseriti paglia o foglie di alloro, al fine di favorire il processo di disidratazione. Per quasi un anno i corpi venivano lasciati ad essiccarsi all'interno dei colatoi e distesi orizzontalmente su specifiche strutture di deflusso. Finito questo processo i corpi venivano puliti con l'aceto e infine venivano vestiti con i loro abiti e collocati nelle nicchia che era stata loro riservata. Al termine di questo processo il corpo risultava rigido e leggero, mentre la pelle assumeva un colorito bruno. In seguito ai lavori di restauro è stato possibile ritrovare un altro colatoio integro.

## Riti e celebrazioni
- 2 Novembre, Commemorazione di tutti i fedeli defunti

In occasione della Commemorazione dei defunti viene celebrata una solenne messa in ricordo di tutti i defunti.
- 16 Novembre, Memoria dei marinai scomparsi in mare

Annualmente nella Chiesa del Purgatorio, il 16 novembre viene celebrata una santa messa in ricordo di tutti i marinai che persero la vita in mare. Viene anche posta una corona di alloro nel monumento dei caduti in mare a Piazza Petrolo. Il 16 novembre 1954 il peschereccio “Santissimo Salvatore” a causa di una tempesta inaudita proveniente da nord-est, naufragó e persero la vita tutti gli otto componenti dell'equipaggio, sette castellammaresi e un trapanese.
- 13 Dicembre, Festa di Santa Lucia Vergine e Martire

Le celebrazioni in onore della martire siracusana, iniziano nei giorni precedenti al 13 dicembre, con la recita della Coroncina in onore di Santa Lucia e la celebrazione della Santa Messa. I festeggiamenti culminano giorno 13 con la tradizionale e partecipata processione del simulacro di Santa Lucia per le vie cittadine.

## Galleria d'immagini

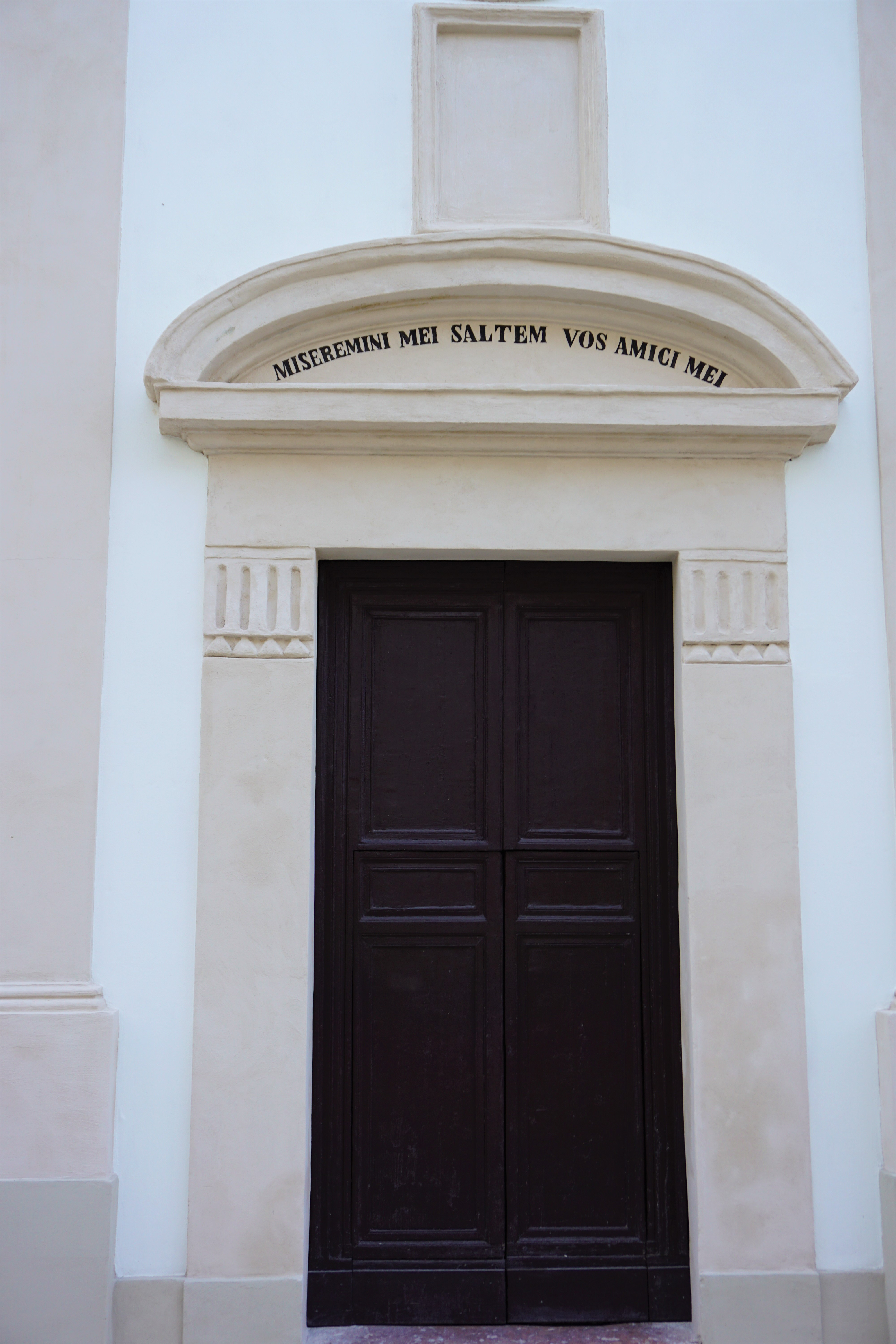
il portone d'ingresso e la cornice
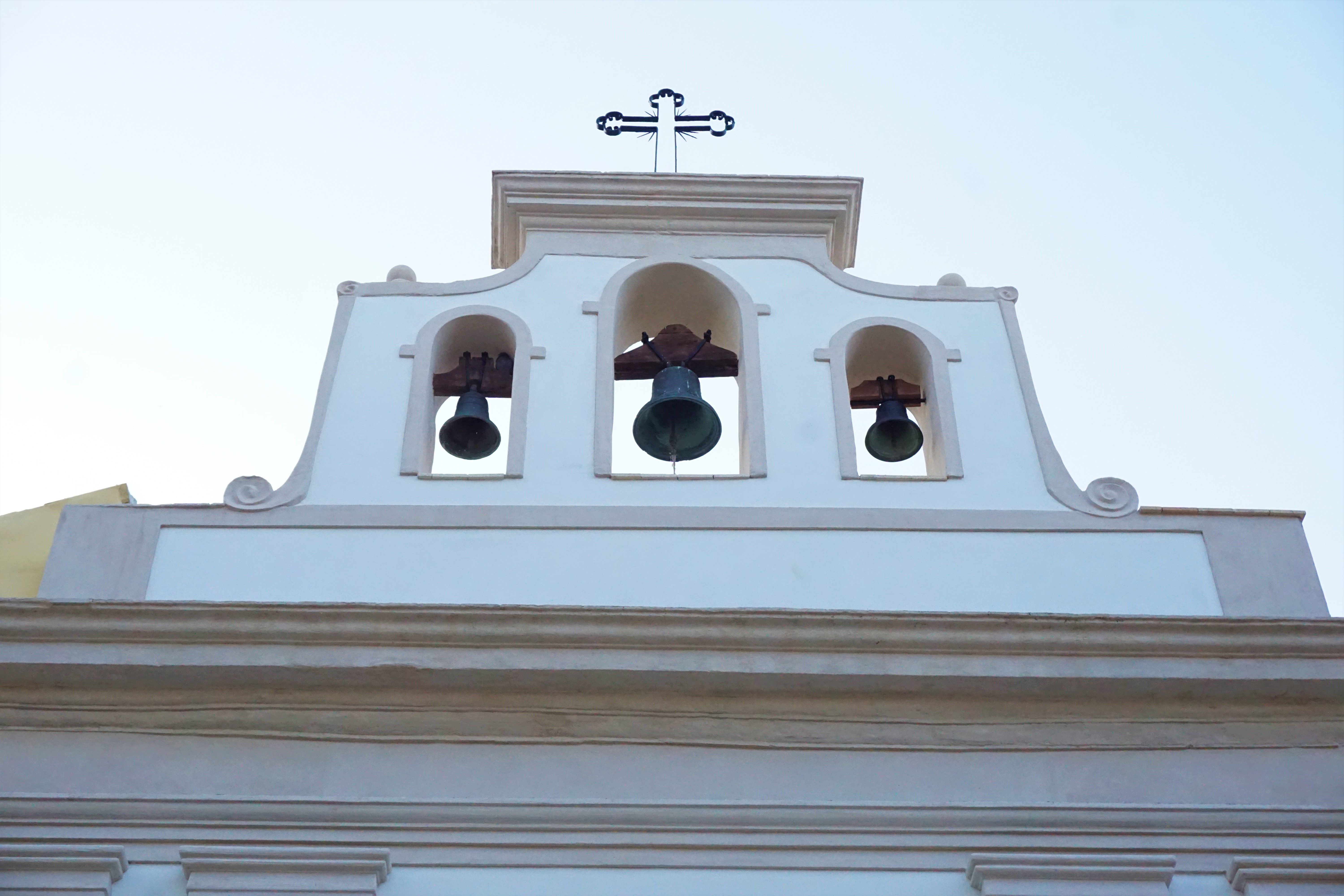
il campanile
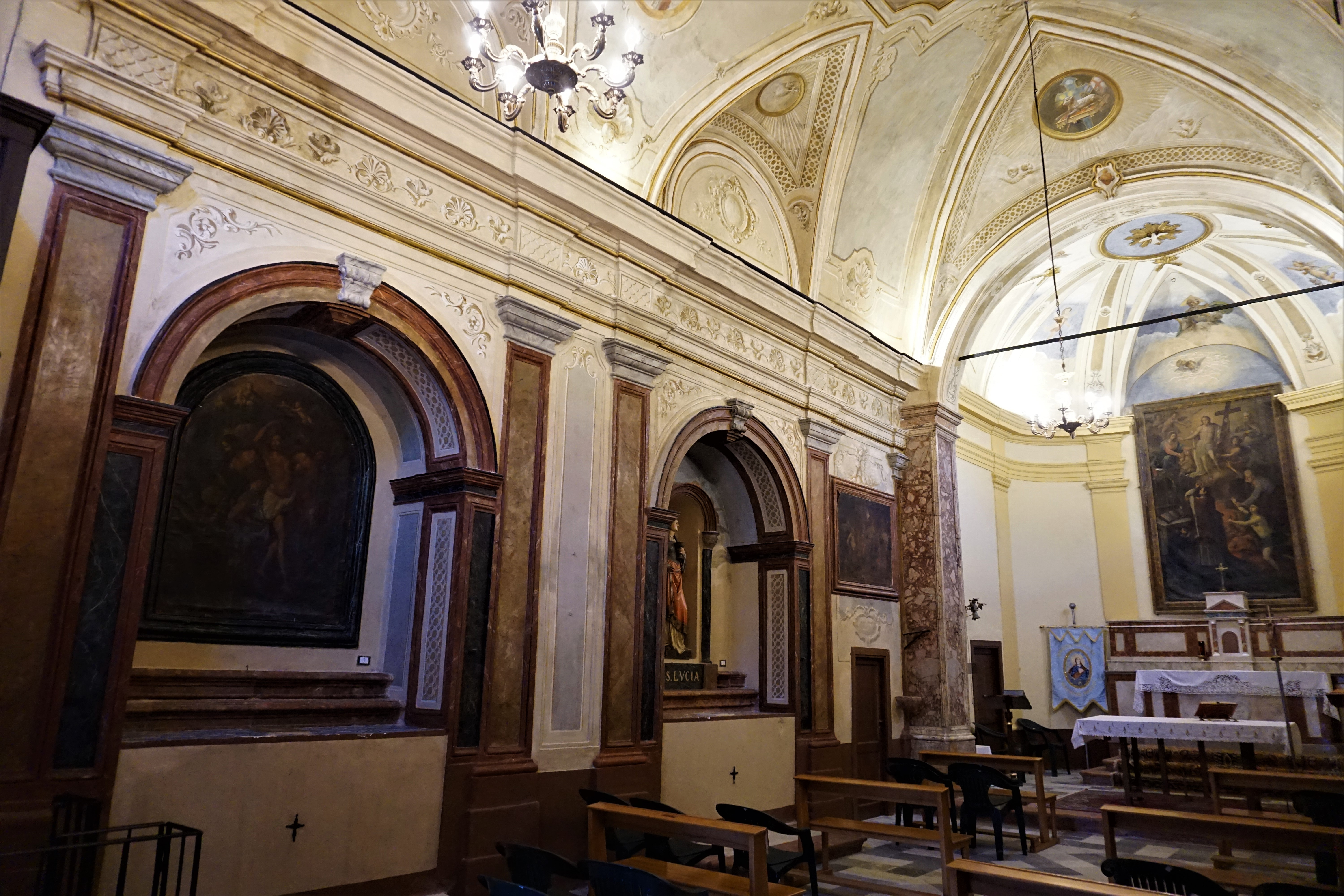
l'altare maggiore in fondo e gli altari di Santa Lucia e dei Santi Quattro Coronati
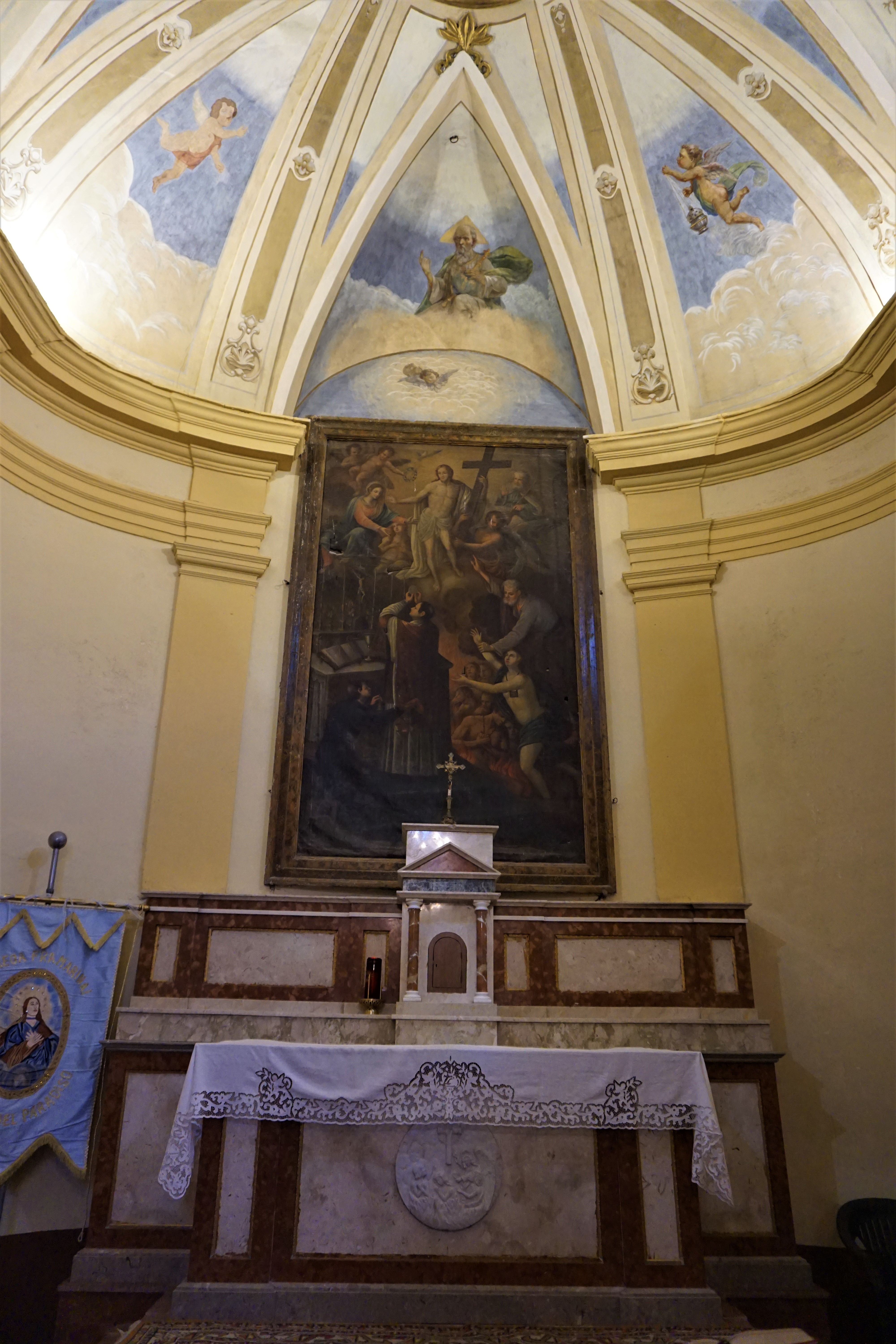
l'altare maggiore
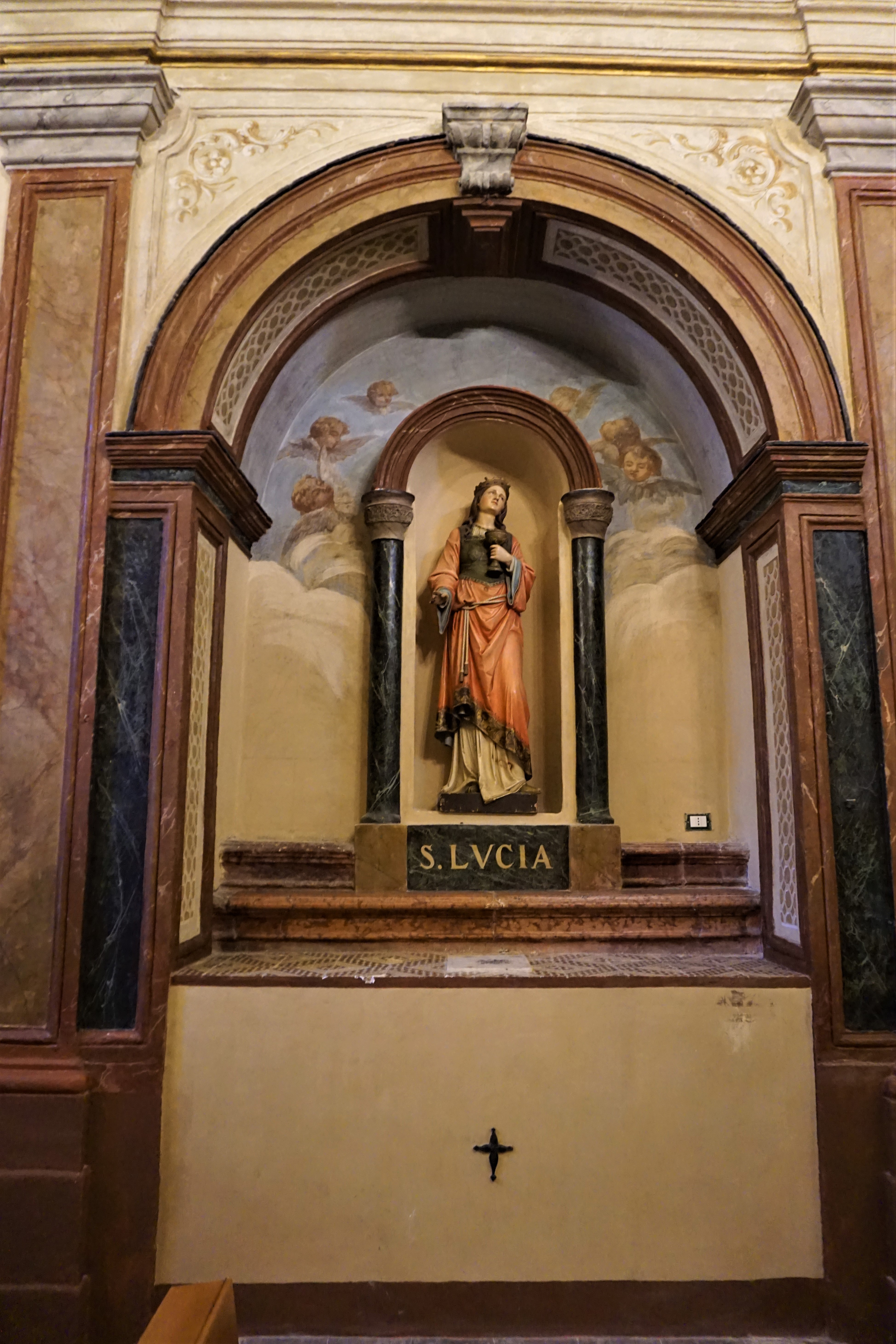
altare di Santa Lucia
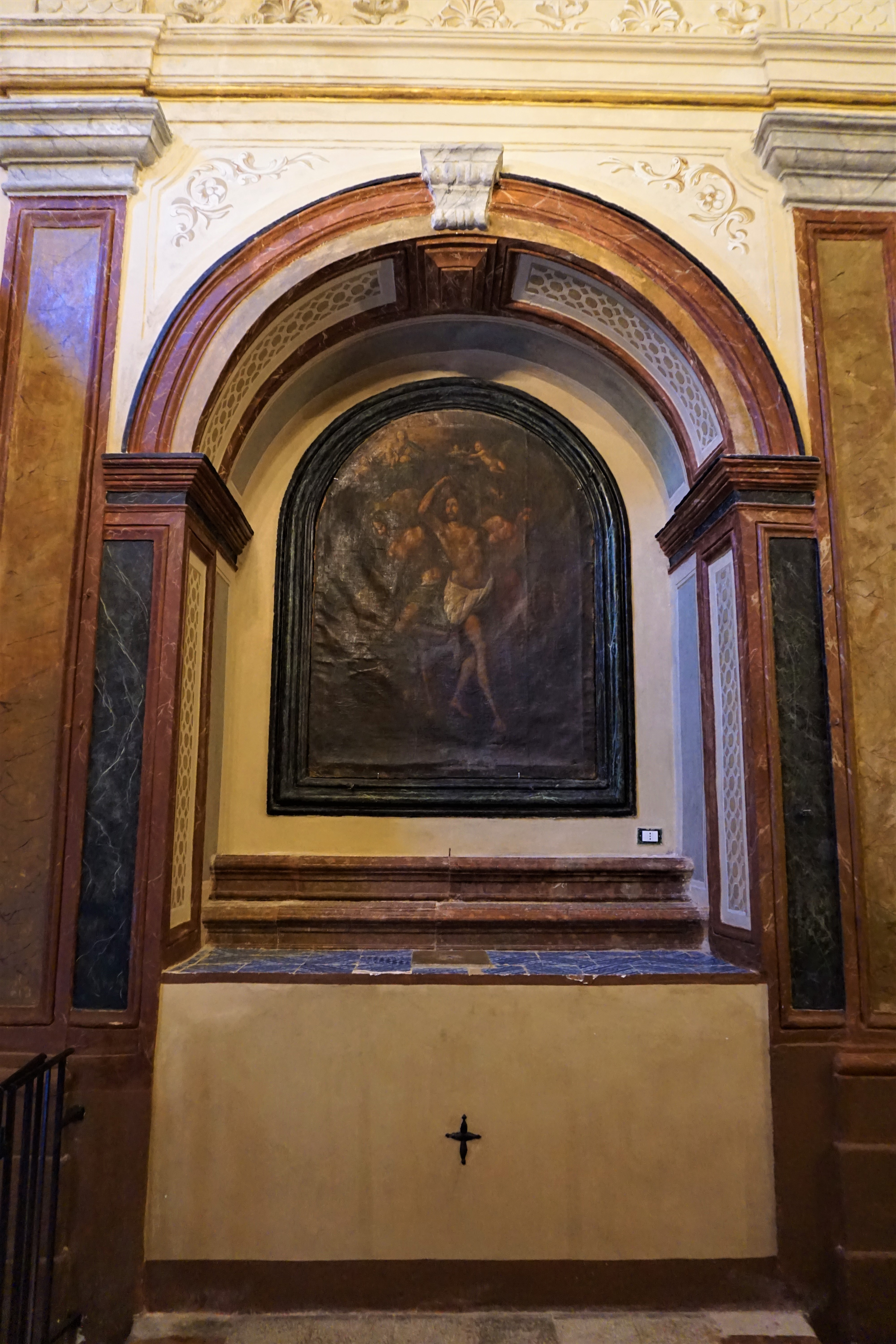
altare dei Santi Quattro Coronati
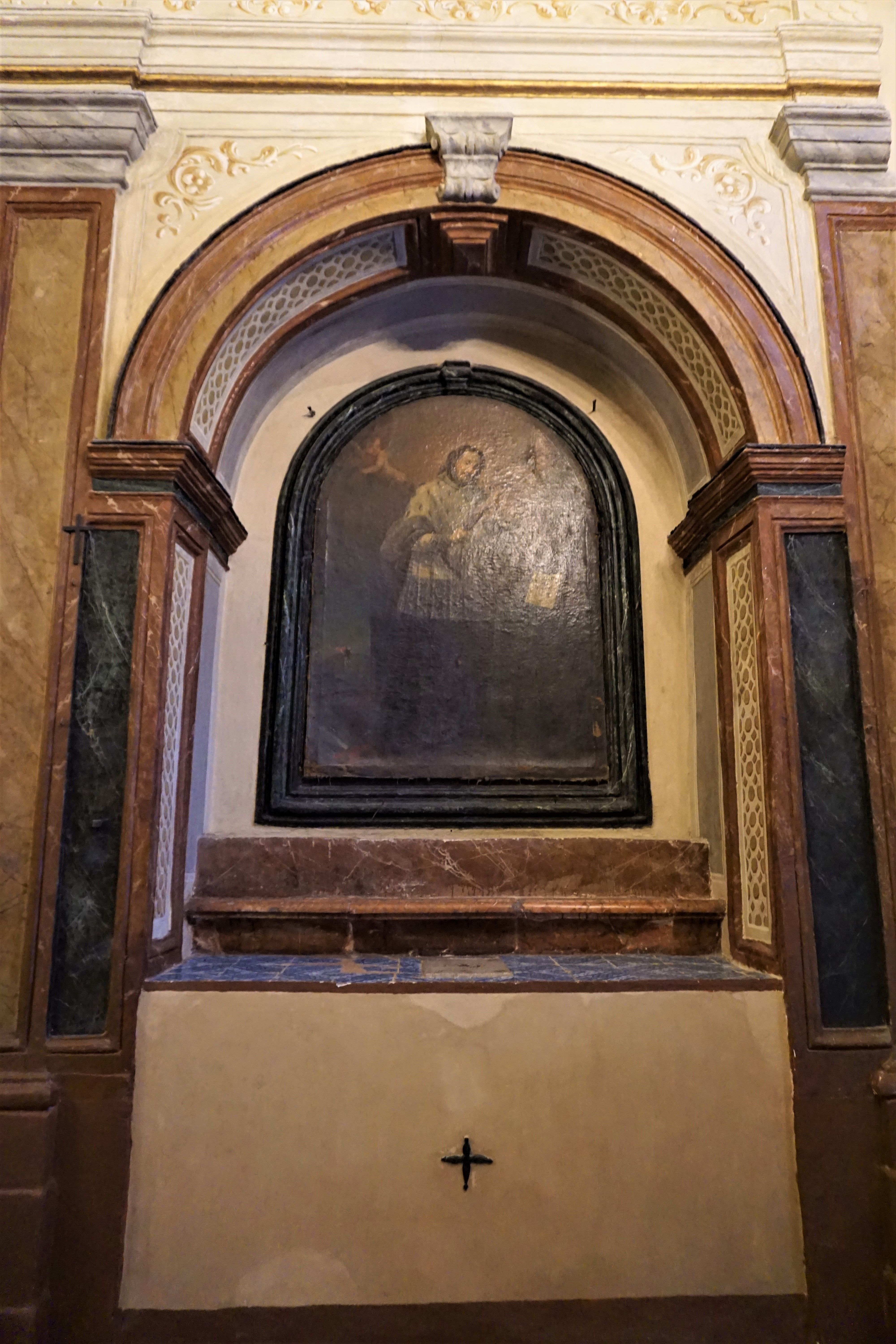
altare di San Giovanni Nepomuceno
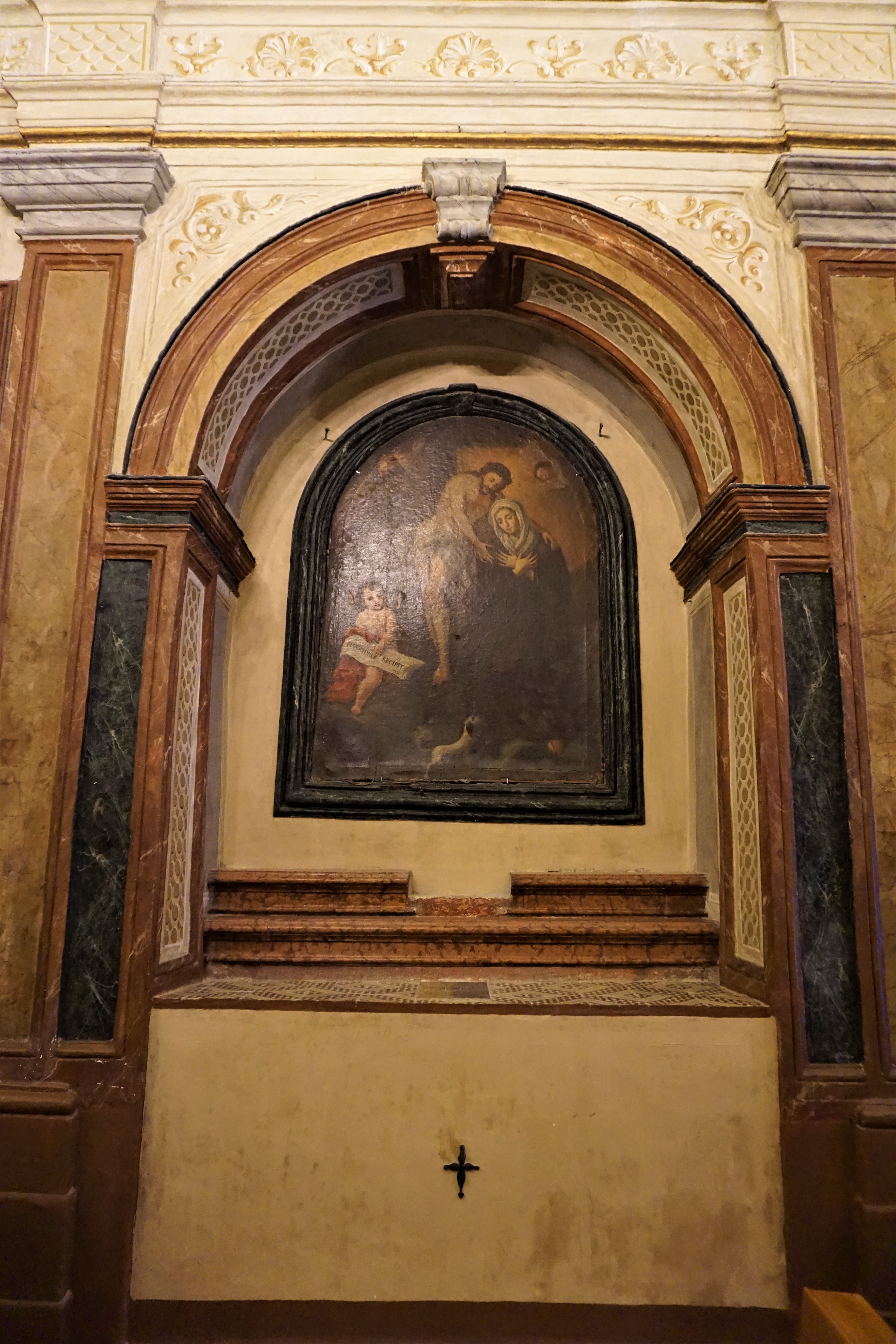
altare di Santa Margherita da Cortona
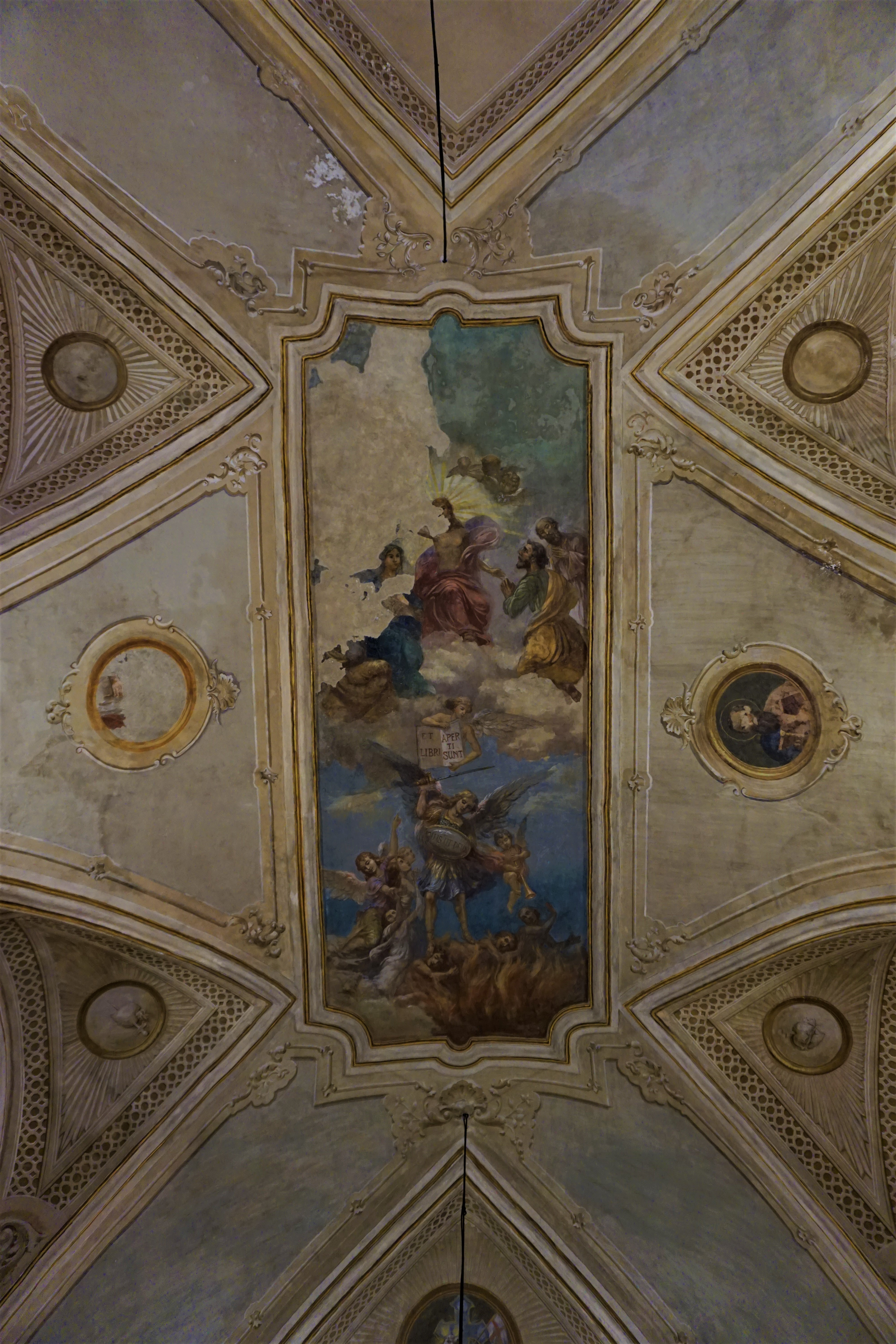
l'affresco centrale e i medaglioni
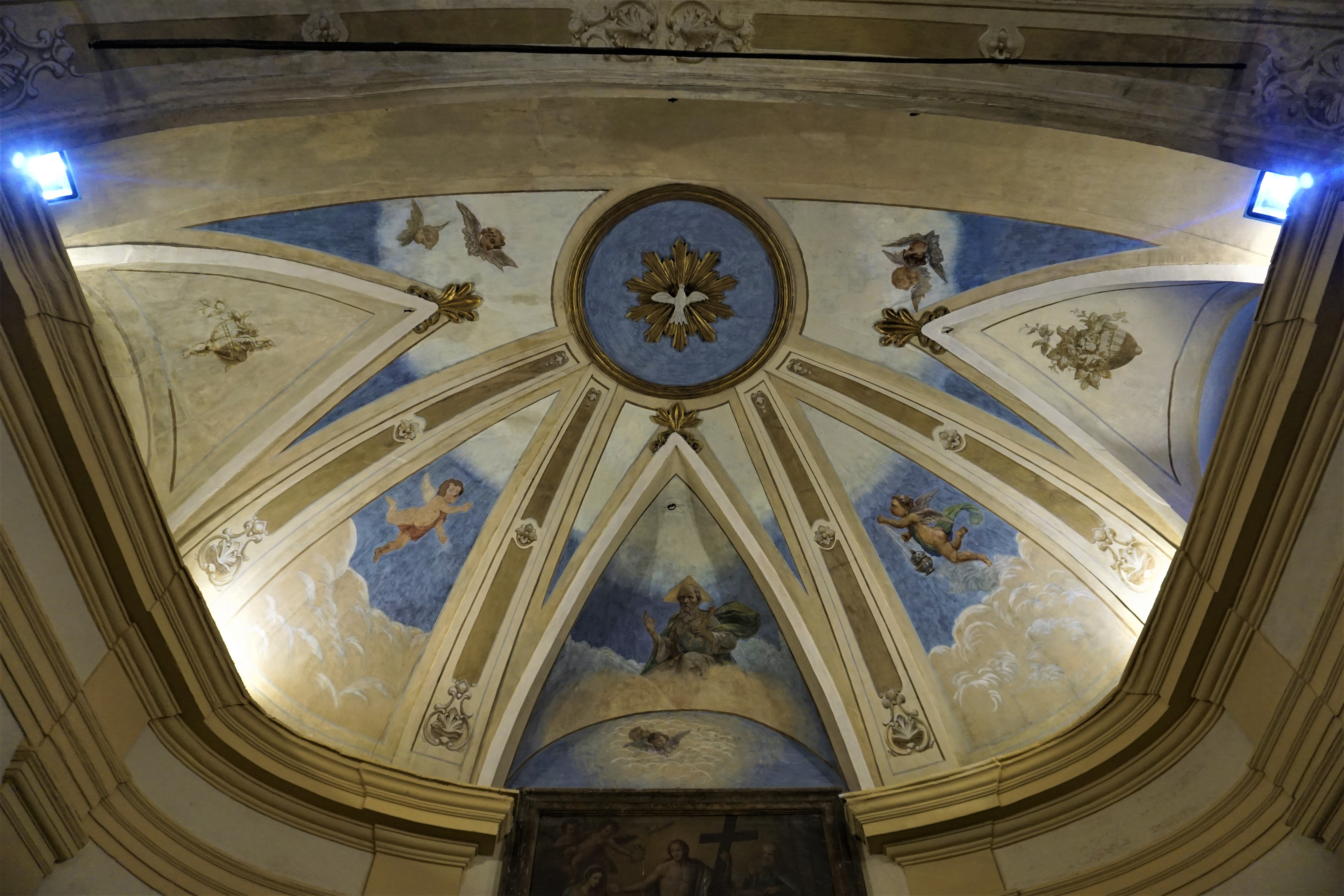
la conchiglia sopra il coro
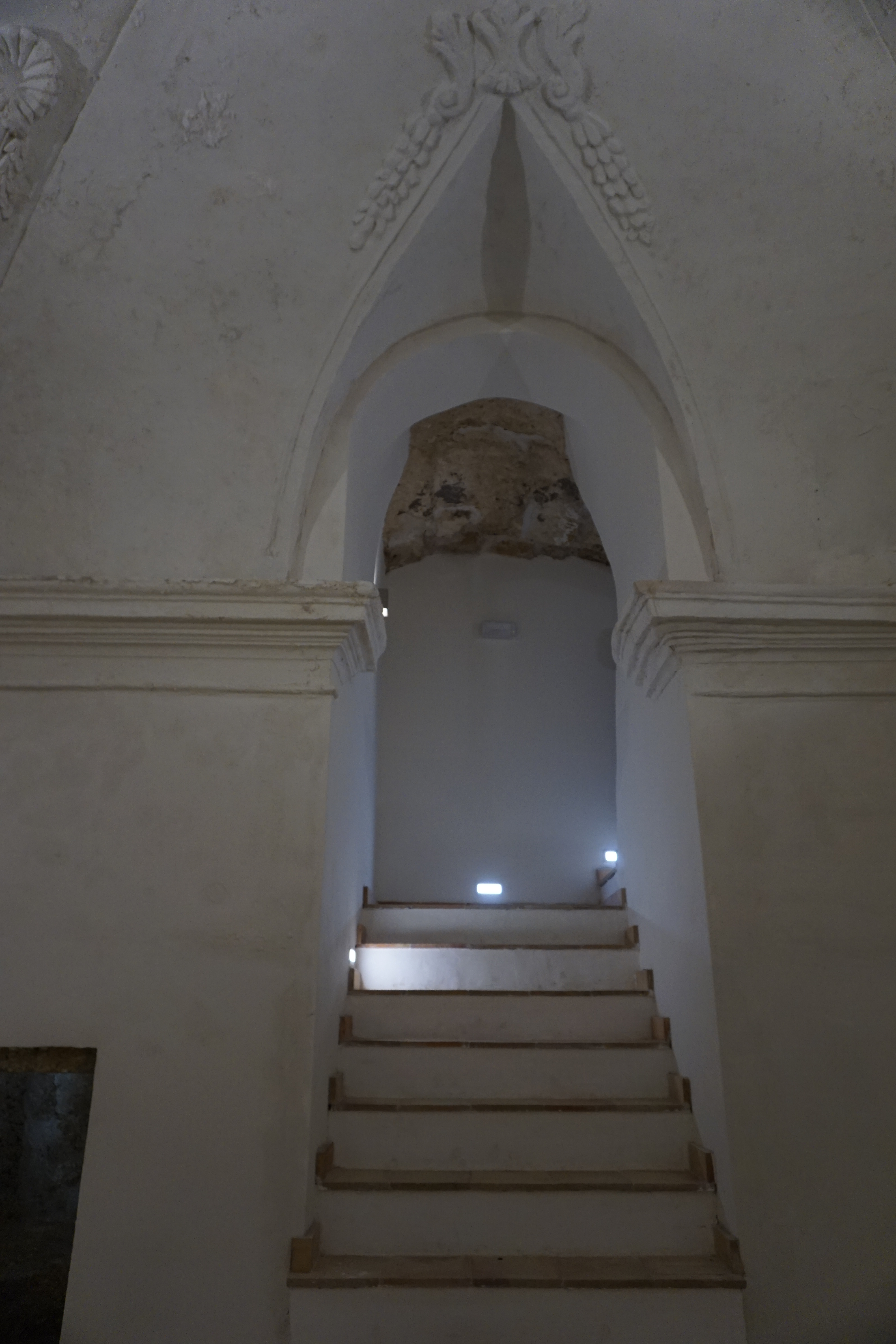
l'ingresso alla cripta
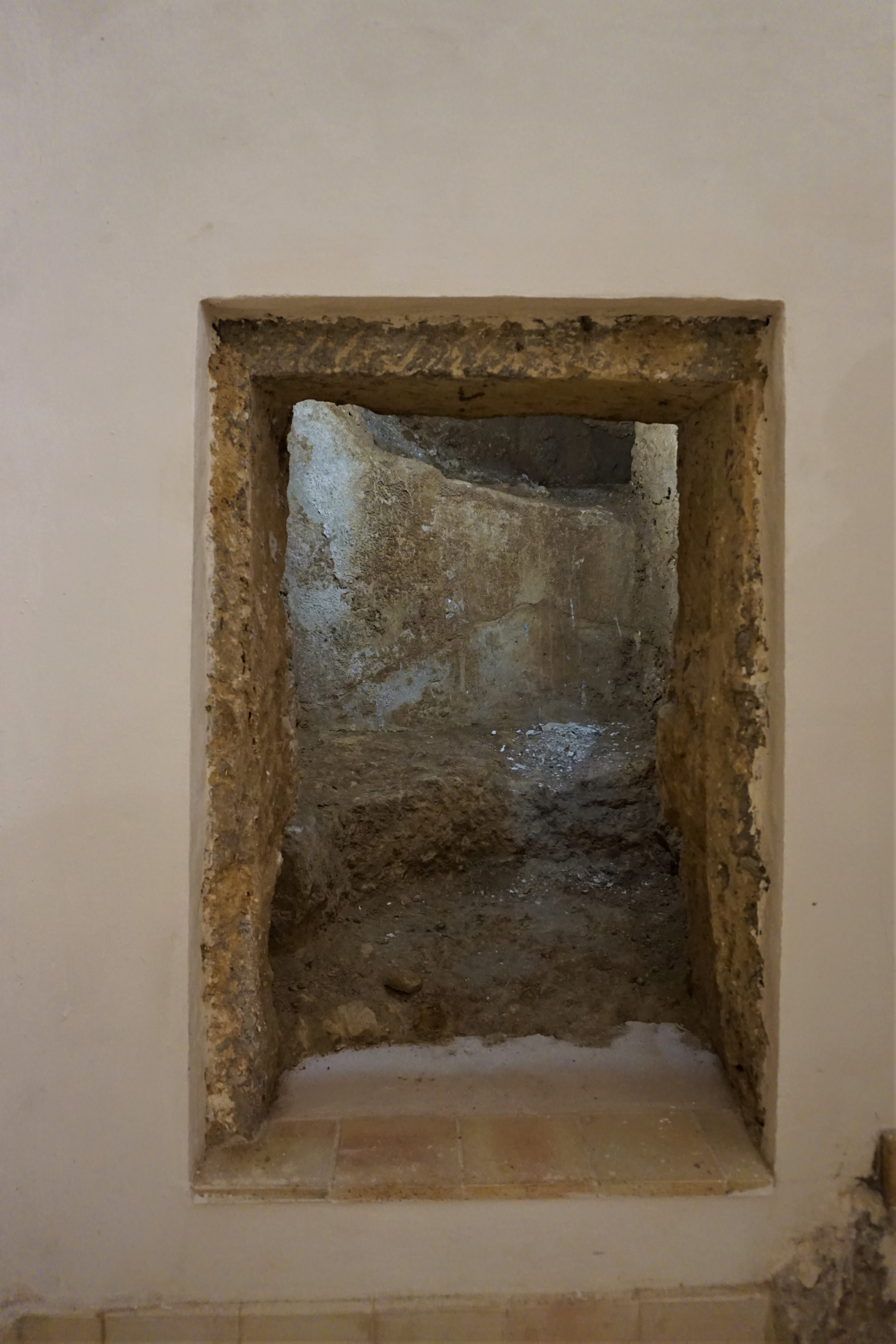
l'entrata di un colatoio